# 16. септембар
16. септембар (16.9.) је 259. дан у години по грегоријанском календару (260. у преступној години). До краја године има још 106 дана.

## Догађаји
- 681 — У византијској престоници Константинопољу, под покровитељством цара Константина IV, закључен Шести васељенски сабор.
- 1810 — Мигел Хидалго, парохијски свештеник у Долоресу, Гванахуато, је одржао говор Вапај Долореса својим парохијанима, започевши Мексички рат за независност од Шпаније.
- 1859 — Шкотски истраживач Дејвид Ливингстон у источној Африци открио велико језеро Њаса, које сада деле Малави, Танзанија и Мозамбик.
- 1908 — Аустроугарска и Руска Империја се споразумели да се Аустроугарска не противи отварању Босфора за руске бродове, а Русија аустроугарској анексији Босне и Херцеговине, чиме је окончана Анексиона криза. Русија и Србија под притиском Аустроугарске и Немачке у марту 1909. признале анексију.
- 1920 — Бомба сакривена у кочијама је експлодирала испред седишта банке Џ. П. Морган у Њујорку, усмртивши 38 особа и ранивши око 400.
- 1941 — Ирански шах Реза Шах Пахлави абдицирао у корист 22-годишњег принца Мохамеда Резе Пахлавија. Абдикацију изнудили Уједињено Краљевство, САД и СССР због шахове пронемачке политике.
- 1959 — Зирокс је представио Xerox 914, први модерни фотокопир апарат, који је изумео амерички физичар Честер Карлсон.
- 1963 — Малаја, Сингапур, Северни Борнео (данашњи Сабах) и Саравак су се ујединили у Малезију.
- 1966 — Извођењем опере Самјуела Барбера „Антоније и Клеопатра“ отворена нова зграда Метрополитен опере у Линколновом центру у Њујорку.
- 1978 — У Ирану погинуло 25.000 људи у земљотресу јачине између 7,5 и 7,9 степени Рихтерове скале. Град Табас и велик број села потпуно разрушени.
- 1982 — Либанска хришћанска милиција је започела тродневним масакр у палестинским избегличким логорима Сабра и Шатила у Бејруту у ком је убијено најмање 800 људи.
- 1987 — Почео је шаховски турнир у Тилбургу, Холандија.
- 1992 — Британска фунта је избачена из Европског механизма курсева валута на Црну среду и претрпела је велику девалвацију.
- 2001 —
  - Кина после 15 година преговора примљена у Светску трговинску организацију.
  - Одбојкаши Југославије освојили прво место на Европском шампионату.
- 2005 — Почело Европско првенство у кошарци 2005. у Србији и Црној Гори.

## Рођења
- 1387 — Хенри V Ланкастер, енглески краљ. (прем. 1422)
- 1745 — Михаил Кутузов, руски војсковођа. (прем. 1812)[1]
- 1823 — Михаило Обреновић, кнез Србије. (прем. 1862)
- 1894 — Александар Дероко, српски архитекта, историчар уметности и писац. (прем. 1988)
- 1918 — Бранка Веселиновић, српска глумица. (прем. 2023)
- 1923 — Ли Гуангјао, сингапурски државник. (прем. 2015)
- 1924 — Лорен Бакол, америчка глумица. (прем. 2014)
- 1925 — Б. Б. Кинг, амерички блуз музичар. (прем. 2015)
- 1925 — Ђокица Милаковић, југословенски и хрватски глумац. (прем. 2001)
- 1937 — Драган Шкорић, инжењер је пољопривреде и генетичар.[2]
- 1947 — Гордана Стевановић, патолог, професор и дописни члан изван радног састава Академије науке и умјетности Републике Српске.[3]
- 1952 — Мики Рорк, амерички глумац, сценариста и боксер.
- 1955 — Ђорђе Божовић ,,Гишка", комадант Српске Гарде, пре тога сарадник СДБ и криминалац. (прем. 1991)
- 1956 — Дејвид Коперфилд, амерички мађионичар.
- 1958 — Џенифер Тили, канадска глумица.
- 1963 — Ричард Маркс, амерички музичар и музички продуцент.
- 1966 — Никола Пејаковић, српски глумац, сценариста, редитељ и музичар.
- 1968 — Марк Ентони, амерички музичар, глумац, музички и ТВ продуцент.
- 1968 — Тара Крос Бетл, америчка одбојкашица.
- 1970 — Недељко Јовановић, српски рукометаш и рукометни тренер.
- 1970 — Нела Кочиш, хрватска глумица.
- 1971 — Ејми Полер, америчка глумица, комичарка, сценаристкиња, продуценткиња и редитељка.
- 1972 — Тања Ћирковић Величковић, српска хемичарка и члан САНУ.[4]
- 1973 — Александар Винокуров, казахстански бициклиста.
- 1976 — Јелена Ћурувија, српска глумица.
- 1976 — Адел Шедли, туниски фудбалер.
- 1979 — Фло Рајда, амерички музичар.
- 1981 — Алексис Бледел, америчка глумица и модел.
- 1984 — Душан Ђурић, шведски фудбалер.
- 1988 — Дион Томпсон, амерички кошаркаш.
- 1994 — Најџел Вилијамс Гос, амерички кошаркаш.
- 1994 — Александар Митровић, српски фудбалер.
- 1994 — Мина Поповић, српска одбојкашица.
- 1995 — Арон Гордон, амерички кошаркаш.

## Смрти
- 1380 — Карло V Мудри, француски краљ. (рођ. 1338)
- 1498 — Томас де Торкемада, шпански доминиканац. (рођ. 1420)
- 1647 — Салих-паша Невесињац, османлијски велики везир. (рођ. отприлике 1607)
- 1736 — Габријел Данијел Фаренхајт, немачки физичар. (рођ. 1686)
- 1931 — Омара Мухтара, либијски национални вођа. (рођ. 1858)
- 1936 — Карл Буреш, аустријски политичар. (рођ. 1878)
- 1977 — Марија Калас, грчка оперска певачица. (рођ. 1923)
- 2008 — Милош Грбић, одбојкаш, репрезентативац СФРЈ (рођ. 1943)
- 2009 — Филип Николић, француски музичар и глумац. (рођ. 1974)
- 2021 - Душан Ивковић, југословенски кошаркаш и српски кошаркашки тренер. (рођ. 1943)

## Празници и дани сећања
- Међународни празници
  - Међународни дан очувања озонског омотача
- 1620 — Брод „Мејфлауер“ кренуо из енглеске луке Саутхемптон с путницима који ће основати Плимут, прву сталну енглеску колонију у Северној Америци.
- 1810 — Масовним устанком сељака које су предводили Мигел Идалго и Кастиља и Хосе Моралез, у Мексику почела борба за независност од шпанске власти, завршена стицањем независности 1821. Датум избијања устанка слави се у Мексику као Дан независности.
- 1861 — Заступништво града Загреба доделило Вуку Стефановићу Караџићу Повељу почасног грађанина, којом су му дата „сва права, слобоштине и користи као што сваком грађанину Загреба по закону и старом народном обичају припадају“.
- 1963 — Малаја, Северни Борнео, Саравак и Сингапур основали Малежанску федерацију.
- Српска православна црква слави:
  - Свештеномученик Антим
  - Свети Јоаникије, први Патријарх српски